# André Cavens
André Cavens (Brussel, 1 oktober 1912 – 9 april 1971) was een Belgisch filmregisseur, filmproducent en scenarioschrijver.

## Biografie
Cavens startte zijn carrière als regisseur en producent van de dramafilm Il y a un train toutes les heures. De film, met in de hoofdrol Evelyne Axell, werd genomineerd voor de Gouden Beer op het 12de Internationaal filmfestival van Berlijn. In 1968 schreef, regisseerde en produceerde hij zijn tweede langspeelfilm Michaella, waarvan hij ook de montage voor zijn rekening nam.
De Unie van de filmkritiek reikt sinds 1976 jaarlijks de André Cavensprijs uit aan een Belgische bioscoopfilm die het best bijdroeg tot de uitstraling van de filmkunst.

## Filmografie
- Il y a un train toutes les heures (1961)
- La Présence désolée (kortfilm, 1965)
- Michaella (1968)

## Prijzen & nominaties
| jaar | prijs                                   | categorie   | genomineerde(n)                   | uitslag     |
| ---- | --------------------------------------- | ----------- | --------------------------------- | ----------- |
| 1962 | Internationaal filmfestival van Berlijn | Gouden Beer | Il y a un train toutes les heures | Genomineerd |